# (12100) Amiens
(12100) Amiens ist ein Asteroid des mittleren Hauptgürtels. Er wurde am 25. April 1998 von dem belgischen Astronomen Eric Walter Elst am La-Silla-Observatorium der Europäischen Südsternwarte in Chile (IAU-Code 809) entdeckt.
Der mittlere Durchmesser des Asteroiden wurde mit 2,604 km (±0,221) errechnet.
(12100) Amiens wurde am 4. Oktober 2009 nach der französischen Stadt Amiens benannt.